# Otto Ville Kuusinen
Otto Ville (Wilhelm) Kuusinen (rusky Отто Вильгельмович Куусинен, 4. října 1881, Laukaa, Finsko – 17. května 1964, Moskva) byl finský a sovětský politik, marxistický teoretik, literární historik a básník.

## Život
Roku 1899 vznikla Dělnická strana Finska, později přejmenovaná na sociálně demokratickou stranu. V této straně se vyhranily dva hlavní směry: levicové, revoluční křídlo v čele s J. Sirilou, O. V. Kuusinenem aj. a pravicové, reformistické křídlo v čele s V. Tannerem aj. Levé křídlo zastávalo revoluční marxismus. Kuusinen, který absolvoval historicko-filologickou fakultu Helsinské univerzity s hodností kandidáta filozofických věd, byl v letech 1906–1907 redaktorem teoretického orgánu „Socialistický časopis“ a od roku 1907 politickým redaktorem ústředního orgánu sociálně demokratické strany „Dělník“.
Kuusinen byl jedním z hlavních vůdců radikálního křídla finských sociálních demokratů a jedním z vůdců rudého povstání, které vyústilo ve finskou občanskou válku. Po porážce povstání uprchl do Sovětského svazu, kde pak pokračoval v kariéře politika – stal se členem sekretariátu Kominterny. Za Velkého teroru ve druhé polovině 30. let posloužil Stalinovi při decimaci finské KS.
Po přepadení Finska Sovětským svazem (30. listopadu 1939) vytvořil loutkovou demokratickou finskou vládu, tzv. vládu z Terijoki (dnes Zelenogorsk, Rusko), která spolupracovala se Stalinem a kterou Sovětský svaz prohlásil za jedinou jím uznávanou vládu Finska. Po vývoji války, který pro SSSR nebyl příliš zdařilý, byla však myšlenka této vlády opuštěna a Kuusinen pokračoval v kariéře sovětského politika jako předseda Nejvyššího sovětu Karelo-finské SSR (do roku 1956).
Pokud měl Kuusinen po občanské válce pověst zrádce jen v očích pravice, po Zimní válce už byl nenáviděn prakticky všemi Finy jakožto neoddiskutovatelný zrádce národa. I když byla po válce na nátlak SSSR ve Finsku znovu povolena komunistická strana, Kuusinenovi nebylo dovoleno vrátit se domů a převzít její vedení, neboť s ním v čele by strana nemohla doufat ve slušný výsledek ve volbách. Stranu namísto něj řídila jeho dcera Hertta. Kuusinen sám pokračoval i nadále v kariéře komunistického politika a v letech 1952 a 1957 byl zvolen do Nejvyššího sovětu SSSR.

## Publikace
Byl neveřejným členem redakční rady časopisu The New Times od jeho založení v roce 1943.
České překlady
- KUUSINEN, Otto; MELVIL, Jurij, aj. Základy marxismu-leninismu (původním názvem: Основы марксизма-ленинизма). Redakce : Otto Ville Kuusinen; překlad Zora Rozehnalová, Dušan Prokop, Jaroslav Fingl, Ludvík Myška; ilustrace L. Svášek (autor obálky). 1. vyd. Praha: SNPL, 1960. 756 s.